# Анна (імператриця Трапезунда)
Анна I (грец. Άννα Μεγάλη Κομνηνή; бл. 1312 — 4 вересня 1342) — імператриця Трапезунда в 1341—1342 роках.

## Життєпис
Походила з династії Великих Комнінів. Донька трапезундського імператора Олексія II і Дзяджак (доньки Бека I Джакелі, атабека Самцхе). Замолоду стала черницею.
У 1340 році почалася так звана Трапезундська громадянська війна. Частина знаті, незадоволена імператрицею Іриною, вмовила Анну залишити монастир, і в фемі Велика Лазія оголосила її імператрицею. За допомогою військ Георгія V, царя Грузії, заколотники рушили на столицю, а незадоволений правлінням Ірини народ перейшов на їхній бік. 17 липня 1341 року Анна зайняла Трапезунд, того ж дня посіла трон.
Три тижні потому в столицю Трапезунд прибули 3 візантійських галери під командуванням Микити Схоларія та Григорія Мецоматеса, на яких прибув Михайло — стрийко Анни, призначений візантійським імператором Іоанном V в чоловіки вже поваленій до цього часу Ірині. Частина трапезундської знаті визнала Михайла законним імператором, проте більшість не підтримала його. Тому вночі Михайло був узятий під варту, а його прихильники — розігнані. Наступного дня того відправили назад, до Константинополя.
Влада в імперії фактично належало роду Цаніхітів, що допоміг Анні посісти трон. Уряд був слабкий, не змозі протидіяти зовнішнім загрозам, насамперед нападам турецьких бейліків. Тим часом Микита Схоларій за допомогою Генуї спорядив 5 галер, спробувавши цього разу поставити імператором на трон Іоанна, сина невдахи Михайла. Його прибуття спричинило загальне повстання населення проти знаті та імператриці Анни.
4 вересня 1342 року прихильники Іоанна за допомогою генуезців захопили Трапезунд. Микита Схоларий наказав задушити Анну та стратити її прихильників.